# Cromartyshire
Pour le trois-mâts écossais, voir Cromartyshire (navire).
Le Cromartyshire ou comté de Cromarty est un comté historique d'Écosse, qui comprenait, en plus du territoire directement autour de Cromarty (le siège du comté), 22 exclaves incluses dans le Ross-shire (dont la plus grande autour d'Ullapool). En 1890, le comté a fusionné justement avec celui du Ross-shire pour former le comté de Ross and Cromarty. Plus tard, en 1975, ils rejoignirent d'autres comtés des Highlands pour former la région du Highland, devenue un council area en 1996.